# Ilha Ndrova
A Grande Ilha Ndrova, às vezes chamada simplesmente Ilha Ndrova, é uma ilha da província de Manus, Papua-Nova Guiné, uma das Ilhas do Almirantado.